# Fortaleza do Tabocão
Fortaleza do Tabocão est une municipalité brésilienne située dans l'État du Tocantins.